# Ádám Bodor
Ádám Bodor (* 22. února 1936 Cluj-Napoca, Rumunsko) je maďarský spisovatel.

## Život a dílo
V roce 1960 absolvoval v Cluj-Napoca Reformovanou teologickou vysokou školu. Od roku 1969 působil v Rumunsku jako spisovatel na volné noze a první knihy (sbírky povídek či novel) vydával v Bukurešti. V roce 1982 se přestěhoval do Maďarska, kde pracoval v nakladatelství Magvető jako redaktor. V roce 2003 získal Kossuthovu cenu.
V češtině zatím vyšly jeho romány Návštěva arcibiskupa (Havran 2007, ISBN 978-80-86515-73-1) a Okrsek Sinistra (Havran 2008, ISBN 978-80-86515-80-9), oba v překladu Anny Valentové, a výběr povídek Návrat k sově (Dauphin, 2009, ISBN 978-80-7272-145-0) v překladu Tomáše Vašuta.

## Dílo
- A tanú (Svědek), 1969 – sbírka novel
- Megérkezés északra (Příjezd na sever), 1978
- Milyen is egy hágó? (Jaký je vlastně takový průsmyk?), 1980
- A Zangezur hegység (Pohoří Zangezur), 1981
- Sinistra körzet. Egy regény fejezetei (Okrsek Sinistra. Kapitoly jednoho románu), 1992, česky 2008 – román
- Vissza a füles-bagolyhoz (Návrat k sově), 1997, česky 2008 – výběr z povídkové tvorby
- Az érsek látogatása (Návštěva arcibiskupa), 1999, česky 2007 – román
- A börtön szaga (Pach vězení), 2001
- Az utolsó szénégetők (Tárcák 1978–1981), 2010
- Verhovina madarai (Verchovinští ptáci), 2011